# Brani musicali al numero uno in Finlandia (2012)
Questa è la lista dei brani musicali al numero uno in Finlandia nel 2012 secondo la Suomen virallinen lista. L'elenco a sinistra (Suomen virallinen singlelista, "Classifica finlandese ufficiale dei singoli") rappresenta l'elenco dei singoli più venduti sia fisicamente sia online mentre quella a sinistra (Suomen virallinen latauslista, "Classifica finlandese ufficiale del download") rappresenta la classifica dei singoli venduti solamente online.

## Classifica
| Suomen virallinen singlelista | Suomen virallinen singlelista  | Suomen virallinen singlelista        | Suomen virallinen singlelista |  | Suomen virallinen latauslista | Suomen virallinen latauslista | Suomen virallinen latauslista        | Suomen virallinen latauslista |
| Settimana                     | Canzone                        | Artista/i                            | Nota                          |  | Settimana                     | Canzone                       | Artista/i                            | Nota                          |
| ----------------------------- | ------------------------------ | ------------------------------------ | ----------------------------- |  | ----------------------------- | ----------------------------- | ------------------------------------ | ----------------------------- |
| Settimana 1 (3 gennaio)       | Vuosi vaihtuu                  | Lord Est (feat. Mikael Gabriel)      | [ 1 ]                         |  | Settimana 1                   | Vuosi vaihtuu                 | Lord Est (feat. Mikael Gabriel)      | [ 2 ]                         |
| Settimana 2 (10 gennaio)      | Someone like You               | Adele                                | [ 3 ]                         |  | Settimana 2                   | Someone Like You              | Adele                                | [ 4 ]                         |
| Settimana 3 (17 gennaio)      | Rolling in the Deep            | Adele                                | [ 5 ]                         |  | Settimana 3                   | Rolling in the Deep           | Adele                                | [ 6 ]                         |
| Settimana 4 (24 gennaio)      | Frontside Ollie                | Robin                                | [ 7 ]                         |  | Settimana 4                   | Frontside Ollie               | Robin                                | [ 8 ]                         |
| Settimana 5 (31 gennaio)      | Frontside Ollie                | Robin                                | [ 9 ]                         |  | Settimana 5                   | Frontside Ollie               | Robin                                | [ 10 ]                        |
| Settimana 6 (7 febbraio)      | Give Me All Your Luvin'        | Madonna (feat. Nicki Minaj e M.I.A.) | [ 11 ]                        |  | Settimana 6                   | Give Me All Your Luvin'       | Madonna (feat. Nicki Minaj e M.I.A.) | [ 12 ]                        |
| Settimana 7 (14 febbraio)     | Hetken Tie On Kevyt            | Laura Närhi                          | [ 13 ]                        |  | Settimana 7                   | Hetken Tie On Kevyt           | Laura Närhi                          | [ 14 ]                        |
| Settimana 8 (21 febbraio)     | Frontside Ollie                | Robin                                | [ 15 ]                        |  | Settimana 8                   | Frontside Ollie               | Robin                                | [ 16 ]                        |
| Settimana 9 (28 febbraio)     | Frontside Ollie                | Robin                                | [ 17 ]                        |  | Settimana 9                   | Frontside Ollie               | Robin                                | [ 18 ]                        |
| Settimana 10 (6 marzo)        | The Crow, the Owl and the Dove | Nightwish                            | [ 19 ]                        |  | Settimana 10                  | Frontside Ollie               | Robin                                | [ 20 ]                        |
| Settimana 11 (13 marzo)       | Euphoria                       | Loreen                               | [ 21 ]                        |  | Settimana 11                  | Euphoria                      | Loreen                               | [ 22 ]                        |
| Settimana 12 (20 marzo)       | Älä tyri nyt                   | Jukka Poika                          | [ 23 ]                        |  | Settimana 12                  | Älä tyri nyt                  | Jukka Poika                          | [ 24 ]                        |
| Settimana 13 (27 marzo)       | Älä tyri nyt                   | Jukka Poika                          | [ 25 ]                        |  | Settimana 13                  | Älä tyri nyt                  | Jukka Poika                          | [ 26 ]                        |
| Settimana 14 (3 aprile)       | Älä tyri nyt                   | Jukka Poika                          | [ 27 ]                        |  | Settimana 14                  | Älä tyri nyt                  | Jukka Poika                          | [ 28 ]                        |
| Settimana 15 (10 aprile)      | Älä tyri nyt                   | Jukka Poika                          | [ 29 ]                        |  | Settimana 15                  | Älä tyri nyt                  | Jukka Poika                          | [ 30 ]                        |
| Settimana 16 (17 aprile)      | Somebody That I Used to Know   | Gotye (feat. Kimbra)                 | [ 31 ]                        |  | Settimana 16                  | Somebody That I Used to Know  | Gotye (feat. Kimbra)                 | [ 32 ]                        |
| Settimana 17 (24 aprile)      | Somebody That I Used to Know   | Gotye (feat. Kimbra)                 | [ 33 ]                        |  | Settimana 17                  | Somebody That I Used to Know  | Gotye (feat. Kimbra)                 | [ 34 ]                        |
| Settimana 18 (1º maggio)      | Somebody That I Used to Know   | Gotye (feat. Kimbra)                 | [ 35 ]                        |  | Settimana 18                  | Vie Mut Kotiin                | Jesse Kaikuranta                     | [ 36 ]                        |
| Settimana 19 (8 maggio)       | Call Me Maybe                  | Carly Rae Jepsen                     | [ 37 ]                        |  | Settimana 19                  | Euphoria                      | Loreen                               | [ 38 ]                        |
| Settimana 20 (15 maggio)      | Call Me Maybe                  | Carly Rae Jepsen                     | [ 39 ]                        |  | Settimana 20                  | Euphoria                      | Loreen                               | [ 40 ]                        |
| Settimana 21 (22 maggio)      | Call Me Maybe                  | Carly Rae Jepsen                     | [ 41 ]                        |  | Settimana 21                  | Kran Turismo                  | JVG (feat. Raappana)                 | [ 42 ]                        |
| Settimana 22 (29 maggio)      | Euphoria                       | Loreen                               | [ 43 ]                        |  | Settimana 22                  | Euphoria                      | Loreen                               | [ 44 ]                        |
| Settimana 23 (5 giugno)       | Kran Turismo                   | JVG (feat. Raappana)                 | [ 45 ]                        |  | Settimana 23                  | Euphoria                      | Loreen                               | [ 46 ]                        |
| Settimana 24 (12 giugno)      | Kran Turismo                   | JVG (feat. Raappana)                 | [ 47 ]                        |  | Settimana 24                  | Euphoria                      | Loreen                               | [ 48 ]                        |
| Settimana 25 (19 giugno)      | Kran Turismo                   | JVG (feat. Raappana)                 | [ 49 ]                        |  | Settimana 25                  | Kran Turismo                  | JVG (feat. Raappana)                 | [ 50 ]                        |
| Settimana 26 (26 giugno)      | Kran Turismo                   | JVG (feat. Raappana)                 | [ 51 ]                        |  | Settimana 26                  | Kran Turismo                  | JVG (feat. Raappana)                 | [ 52 ]                        |
| Settimana 27 (3 luglio)       | Kran Turismo                   | JVG (feat. Raappana)                 | [ 53 ]                        |  | Settimana 27                  | Kran Turismo                  | JVG (feat. Raappana)                 | [ 54 ]                        |
| Settimana 28 (10 luglio)      | Kran Turismo                   | JVG (feat. Raappana)                 | [ 55 ]                        |  | Settimana 28                  | Kran Turismo                  | JVG (feat. Raappana)                 | [ 56 ]                        |
| Settimana 29 (17 luglio)      | Kran Turismo                   | JVG (feat. Raappana)                 | [ 57 ]                        |  | Settimana 29                  | Kran Turismo                  | JVG (feat. Raappana)                 | [ 58 ]                        |
| Settimana 30 (24 luglio)      | Kran Turismo                   | JVG (feat. Raappana)                 | [ 59 ]                        |  | Settimana 30                  | Kran Turismo                  | JVG (feat. Raappana)                 | [ 60 ]                        |
| Settimana 31 (31 luglio)      | Kran Turismo                   | JVG (feat. Raappana)                 | [ 61 ]                        |  | Settimana 31                  | Enemmän Duoo Ku Sooloo        | Kuningasidea                         | [ 62 ]                        |
| Settimana 32 (7 agosto)       | Kran Turismo                   | JVG (feat. Raappana)                 | [ 63 ]                        |  | Settimana 32                  | Kran Turismo                  | JVG (feat. Raappana)                 | [ 64 ]                        |
| Settimana 33 (14 agosto)      | Kran Turismo                   | JVG (feat. Raappana)                 | [ 65 ]                        |  | Settimana 33                  | Syypää sun hymyyn             | Cheek (feat. Yasmine Yamajako)       | [ 66 ]                        |
| Settimana 34 (21 agosto)      | Kran Turismo                   | JVG (feat. Raappana)                 | [ 67 ]                        |  | Settimana 34                  | This Is Love                  | will.i.am (feat. Eva Simons)         | [ 68 ]                        |
| Settimana 35 (28 agosto)      | Lämpöö                         | Brädi (feat. Redrama)                | [ 69 ]                        |  | Settimana 35                  | Gangnam Style                 | Psy                                  | [ 69 ]                        |
| Settimana 36 (4 settembre)    | This Is Love                   | will.i.am (feat. Eva Simons)         | [ 70 ]                        |  | Settimana 36                  | Gangnam Style                 | Psy                                  | [ 71 ]                        |
| Settimana 37 (11 settembre)   | This Is Love                   | will.i.am (feat. Eva Simons)         | [ 72 ]                        |  | Settimana 37                  | Gangnam Style                 | Psy                                  | [ 73 ]                        |
| Settimana 38 (18 settembre)   | Gangnam Style                  | Psy                                  | [ 74 ]                        |  | Settimana 38                  | Gangnam Style                 | Psy                                  | [ 75 ]                        |
| Settimana 39 (25 settembre)   | Gangnam Style                  | Psy                                  | [ 76 ]                        |  | Settimana 39                  | Gangnam Style                 | Psy                                  | [ 77 ]                        |
| Settimana 40 (2 ottobre)      | Gangnam Style                  | Psy                                  | [ 78 ]                        |  | Settimana 40                  | Gangnam Style                 | Psy                                  | [ 79 ]                        |
| Settimana 41 (9 ottobre)      | Gangnam Style                  | Psy                                  | [ 80 ]                        |  | Settimana 41                  | Skyfall                       | Adele                                | [ 81 ]                        |
| Settimana 42 (16 ottobre)     | I Cry                          | Flo Rida                             | [ 82 ]                        |  | Settimana 42                  | Skyfall                       | Adele                                | [ 83 ]                        |
| Settimana 43 (23 ottobre)     | I Cry                          | Flo Rida                             | [ 84 ]                        |  | Settimana 43                  | Gangnam Style                 | Psy                                  | [ 85 ]                        |
| Settimana 44 (30 ottobre)     | I Cry                          | Flo Rida                             | [ 86 ]                        |  | Settimana 44                  | Skyfall                       | Adele                                | [ 87 ]                        |
| Settimana 45 (6 novembre)     | Diamonds                       | Rihanna                              | [ 88 ]                        |  | Settimana 45                  | Skyfall                       | Adele                                | [ 89 ]                        |
| Settimana 46 (13 novembre)    | Diamonds                       | Rihanna                              | [ 90 ]                        |  | Settimana 46                  | Skyfall                       | Adele                                | [ 91 ]                        |
| Settimana 47 (20 novembre)    | Diamonds                       | Rihanna                              | [ 92 ]                        |  | Settimana 47                  | Skyfall                       | Adele                                | [ 93 ]                        |
| Settimana 48 (27 novembre)    | Puhelinlangat laulaa           | Cheek                                | [ 94 ]                        |  | Settimana 48                  | Mitä tänne jää                | Erin                                 | [ 95 ]                        |
| Settimana 49 (4 dicembre)     | Adventti                       | Koti-Viikate-Teollisuus              | [ 96 ]                        |  | Settimana 49                  | Mitä tänne jää                | Erin                                 | [ 97 ]                        |
| Settimana 50 (11 dicembre)    | Anna mä meen                   | Cheek (feat. Jonne Aaron)            | [ 98 ]                        |  | Settimana 50                  | Anna mä meen                  | Cheek (feat. Jonne Aaron)            | [ 99 ]                        |
| Settimana 51 (18 dicembre)    | Anna mä meen                   | Cheek (feat. Jonne Aaron)            | [ 100 ]                       |  | Settimana 51                  | Mitä tänne jää                | Erin                                 | [ 101 ]                       |
| Settimana 52 (25 dicembre)    | Mitä tänne jää                 | Erin                                 | [ 102 ]                       |  | Settimana 52                  | Mitä tänne jää                | Erin                                 | [ 103 ]                       |